# Монелья
Моне́лья (итал. Moneglia [moˈnɛʎa], лиг. Monegia) — коммуна в Италии, располагается в регионе Лигурия, в провинции Генуя. Находится на восточном побережье итальянской Ривьеры — Ривьеры-ди-Леванте.
Население составляет 2829 человек (2008 г.), плотность населения — 185 чел./км². Занимает площадь 15 км². Почтовый индекс — 16030. Телефонный код — 0185.
Покровителями коммуны почитаются святой великомученик Георгий Победоносец. В коммуне 14 сентября особо празднуется Воздвижение Креста Господня.

## Географические сведения

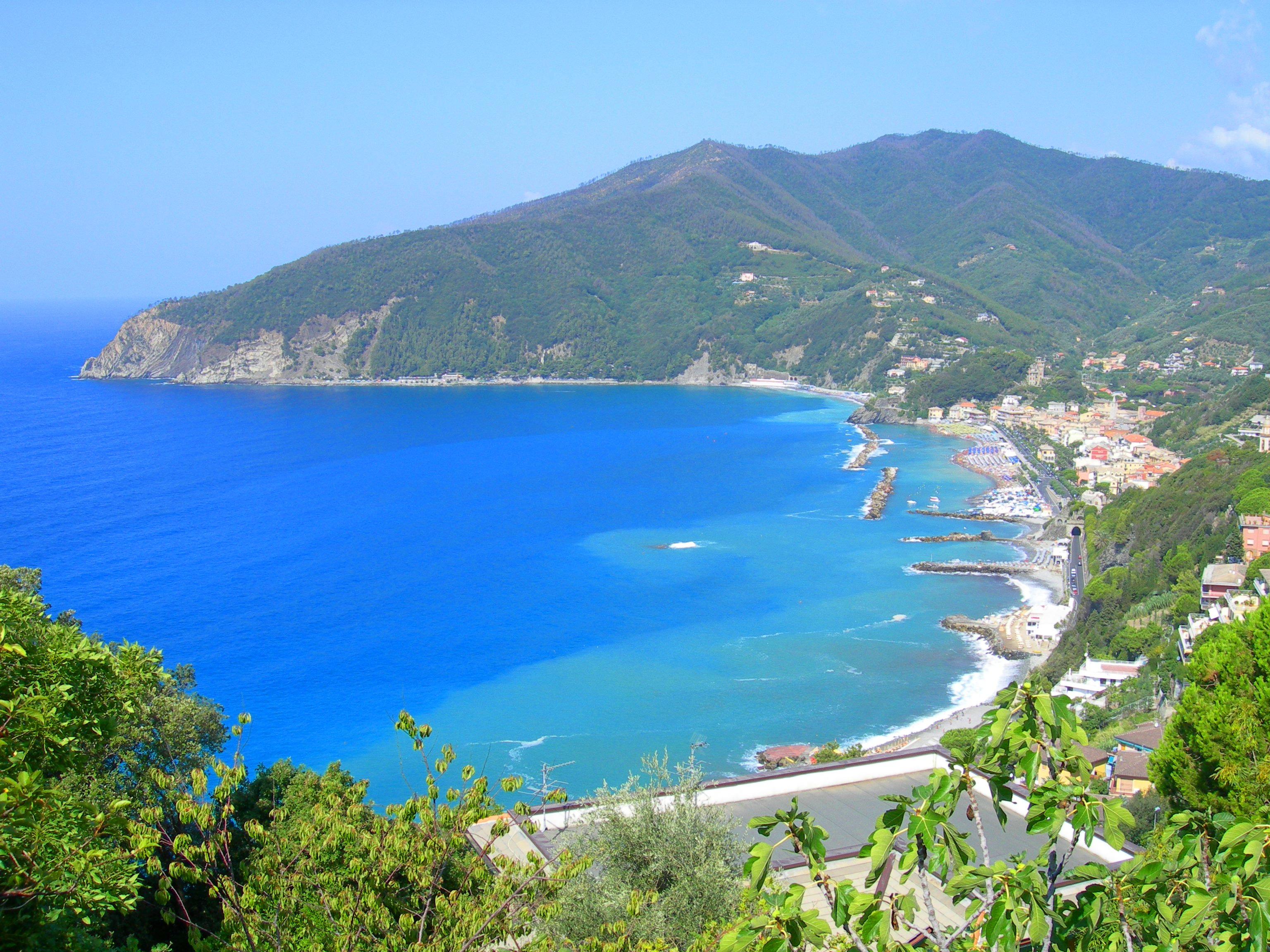
Панорама Монельи

### Территория
Монелья находится в 56-ти км к востоку от Генуи и является самой восточной коммуной провинции. В нескольких километрах от Монельи проходит граница провинции Специя, от самого же города Специя до Монельи — 30 км.
Географически Монелья расположена в большой бухте, окруженной двумя высокими мысами — Пунта Монелья на западе и Пунта Роспо на востоке. Оба мыса богаты средиземноморской растительностью, в частности, сосновыми рощами. В то время как мыс Пунта Монелья является абсолютно необжитым и имеет лишь тропы для передвижения, в Пунта Роспо находятся несколько селений.
В округ Монельи входят следующие населенные пункты: Бракко, Казале, Кампосопрано, Комельо, Крова, Фаччю, Лемельо, Литторно, Сан-Лоренцо, Сан-Сатурнино и Тесси.
На севере Монелья граничит с коммуной Кастильоне-Кьяварезе, на западе — с коммунами Казарца-Лигуре и Сестри-Левантe, на востоке — с коммуной Дейва-Марина (провинция Специя), а на юге омывается Лигурийским морем.

### Климат
Климат типичный средиземноморский. В зимние и осенние периоды часты обильные дожди, что вызвано особенностями географии побережья Ривьера-ди-Леванте. Зимой крайне редко могут иметь место единичные эпизоды заморозков.

## История

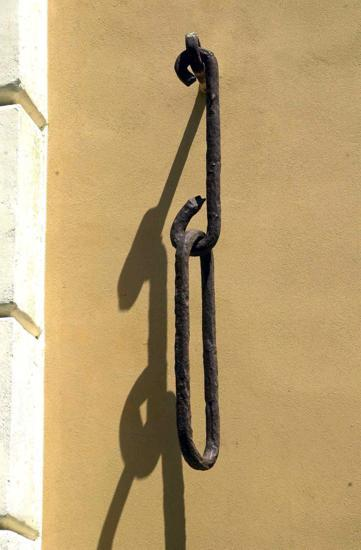
Фрагмент цепи — трофей в честь победы над Пизой

Древнее название Монельи — Монилия (Monilia), что значит «драгоценная» — впервые встречается в Пейтингеровой таблице — пергаментной копии с древней римской карты, созданной в XIII веке монахом из Эльзаса, и содержащей изображения дорог и основных городов Римской империи.
Поселение Монилла было очень важным центром торговли во времена Римской империи, благодаря стратегическому расположению вблизи Аврелиевой дороги. Об историческом значении Монельи также свидетельствовал историк Agostino Giustiniani в 1537 году.
В VII веке, во времена Лангобардов, Лигурия была завоевана королём Ротари, после чего другой король лангобардов, Лиутпранд, не без помощи монахов из аббатства Боббио выступил за распространение монашества. Вместе они обустроили район большим количеством сельскохозяйственных угодий и монашеских обителей.
В средние века город страдал от вторжений и разграбления сарацинами.
В течение долгого времени Монелья была союзником Генуи. В частности, Монелья участвовала на стороне Генуи в 1284 году в битве при Мелории против Пизы.

### Герб

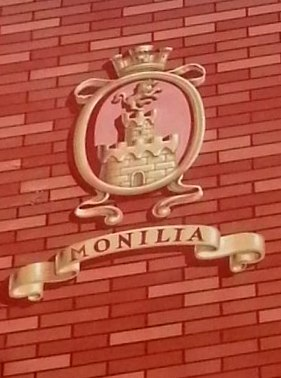
Герб Монельи

На красном фоне каменный замок с центральной башней, на которой стоит золотой лев с поднятыми вверх передними лапами.

## Памятники и достопримечательности

### Храмовая архитектура

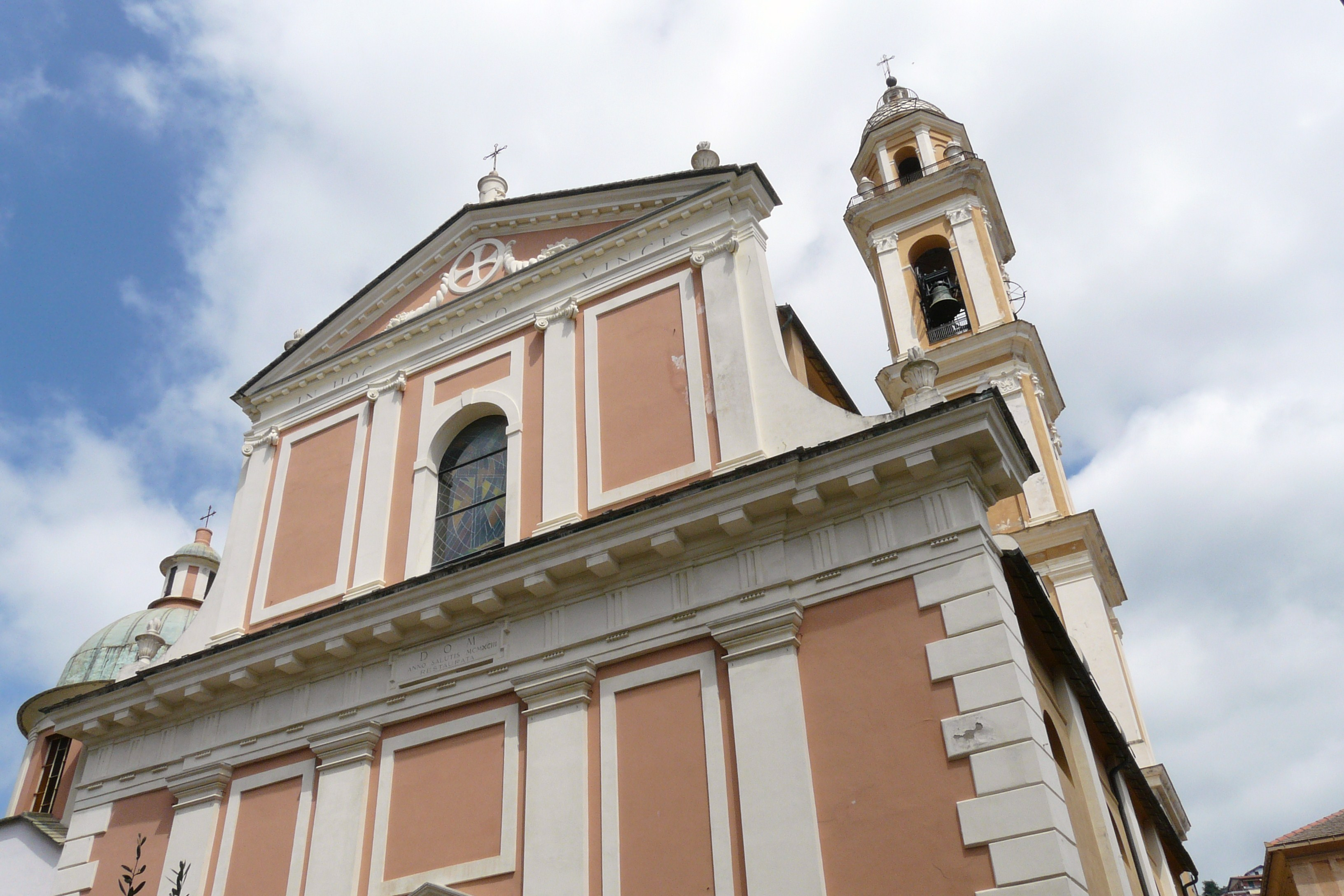
Церковь Святого Креста

- Приходская церковь Святого Креста в восточной части города. Церковь была построена в 1726 году на руинах ранее существовавшей древней церкви XIII века. Ко внешней стене здания подвешены два звена цепи, когда-то закрывавшей проход судов в порт Пизы. Этот трофей был вручен Генуей Монелье за участие в битве при Мелории. Внутри церкви находятся работы родившегося в Монелье художника Луки Камбьязо и генуэзского скульптора Антона Мария Маральяно.
- Ораторий флагеллантов при приходской церкви Святого Креста. Снаружи оформлен в стиле барокко, его оригинальное здание восходит к XI веку .
- Приходская церковь Святого Георгия в западной части города, недалеко от крепости Монлеоне. Здание было построено в 1396 году монахами-бенедиктинцами. В XV веке к нему был пристроен монастырь, сохранивший картины и скульптуры, датируемые XVII—XVIII веками.
- Церковь Святого Роха XVII века в селении Бракко.
- Приходская церковь Вознесения Девы Марии в селении Лемельо. Здесь находится картина художника Доменико Пиола, изображающая Мадонну с младенцем и святыми.
- Приходская церковь Святого Сатурнина в селении Сан-Сатурнино.
- Церковь Святого Лаврентия в селении Сан-Лоренцо.

### Фортификационные сооружения

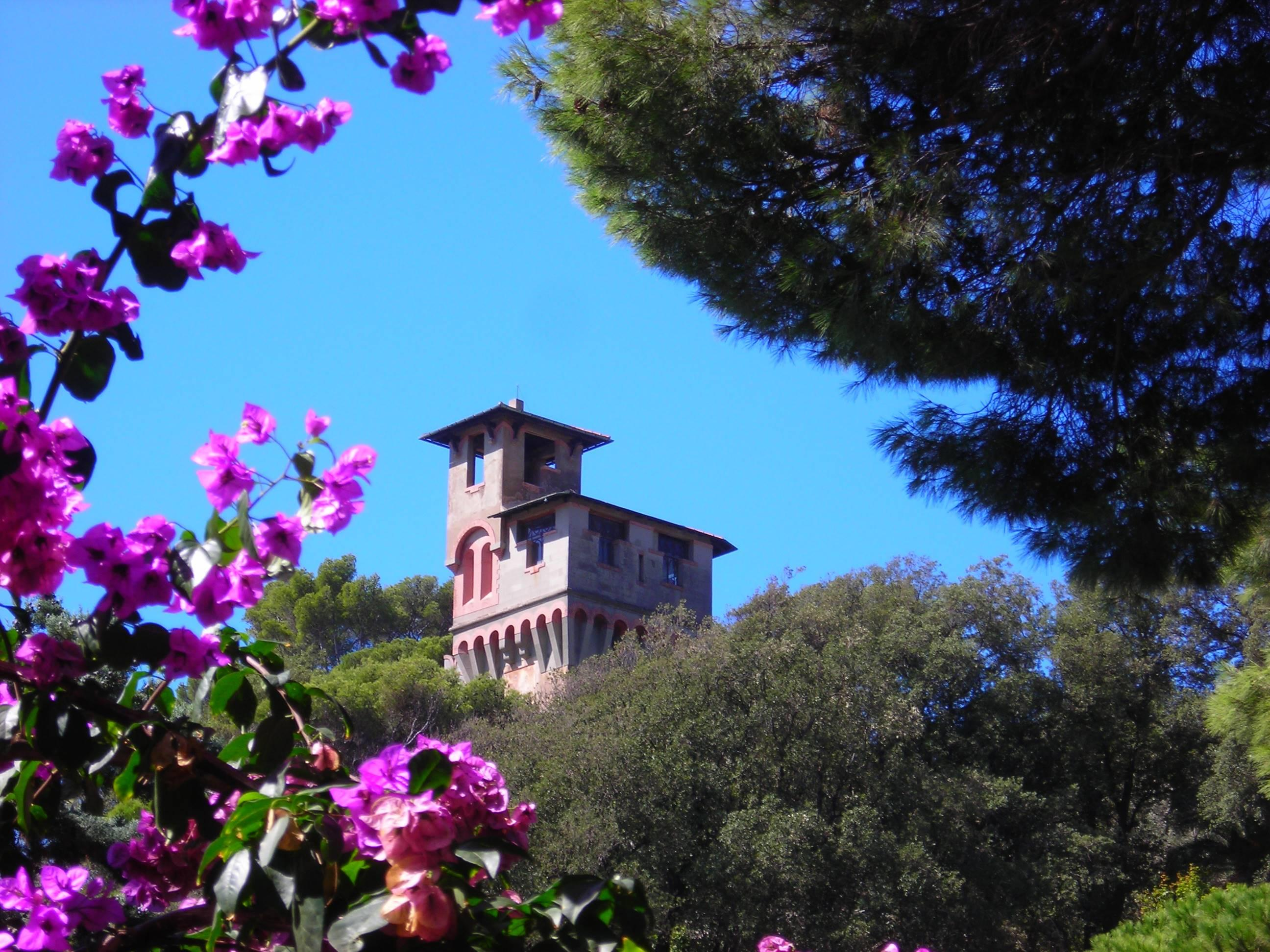
Современный замок De Fornari, построенный в стенах крепости Монлеоне

- Крепость и башня Виллафранке на востоке Монельи. Были возведены ориентировочно в 1130 году Генуэзской республикой для обороны побережья. Пострадали в бомбардировке во время Второй мировой войны. С недавних пор прилегающий парк открыт для посещений.
- Крепость Монлеоне на западе Монельи. Была построена Генуэзской республикой в 1173 году. Первая осада крепости случилась через год после постройки, в 1174 году. В XX веке за стенами, когда-то окружающими крепость Монлеоне, был построен замок De Fornari в стиле модерн.

## Культура

### Кухня
Основным продуктом, производимым в Монелье и её окрестностях, является оливковое масло, которое недавно получило статус DOP Riviera Ligure di Levante.

### Праздники
- «Doppio Giallo» («Дважды жёлтый») — выставка, посвященная «желтой литературе» (криминальному роману) и роману в стиле нуар. Проходит каждый год в июле в течение недели, с участием писателей.
- «Carnevale della zucca» («Карнавал тыквы») — карнавал с уличными шествиями и театрализованными представлениями, проводится в феврале.
- Праздник оливкового масла — проводится в понедельник, на следующий день после Пасхи.
- Праздник Святого Креста — проводится в церкви Святого Креста.

## Известные уроженцы и жители
- Лука Камбьязо (1527—1585) — художник-маньерист.
- Феличе Романи (1788—1865) — поэт и драматический писатель, автор либретто опер.
- Карло Карра (1881—1966) — художник и график.

## Экономика

### Туризм

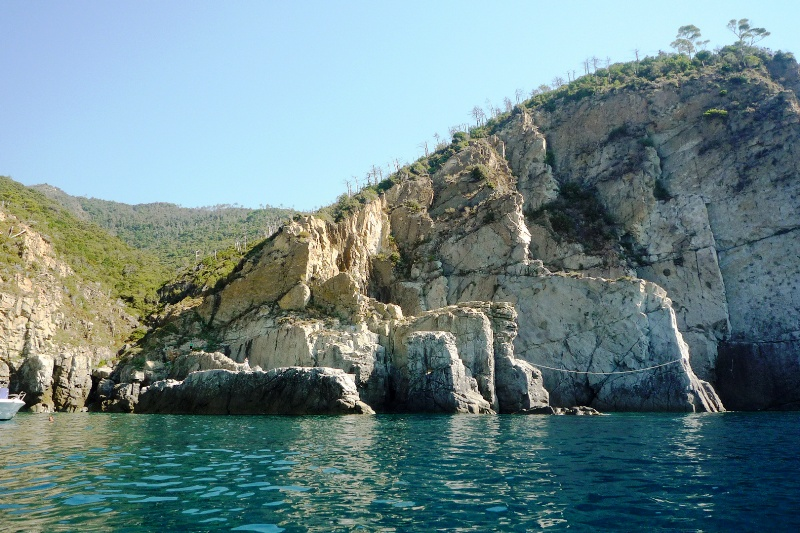
Скалистый берег

Туризм в Монелье развит. Для купания туристам предлагается большое число оборудованных пляжей (как платных, так и бесплатных), бесчисленное множество диких скалистых пляжиков и бухт, доступных только с моря. В 2013 году Фонд экологического образования (FEE) присудил Монелье Голубой флаг — международную награду, ежегодно вручаемую пляжам и причалам, вода в которых отвечает высоким стандартам качества и пригодна для безопасного купания.

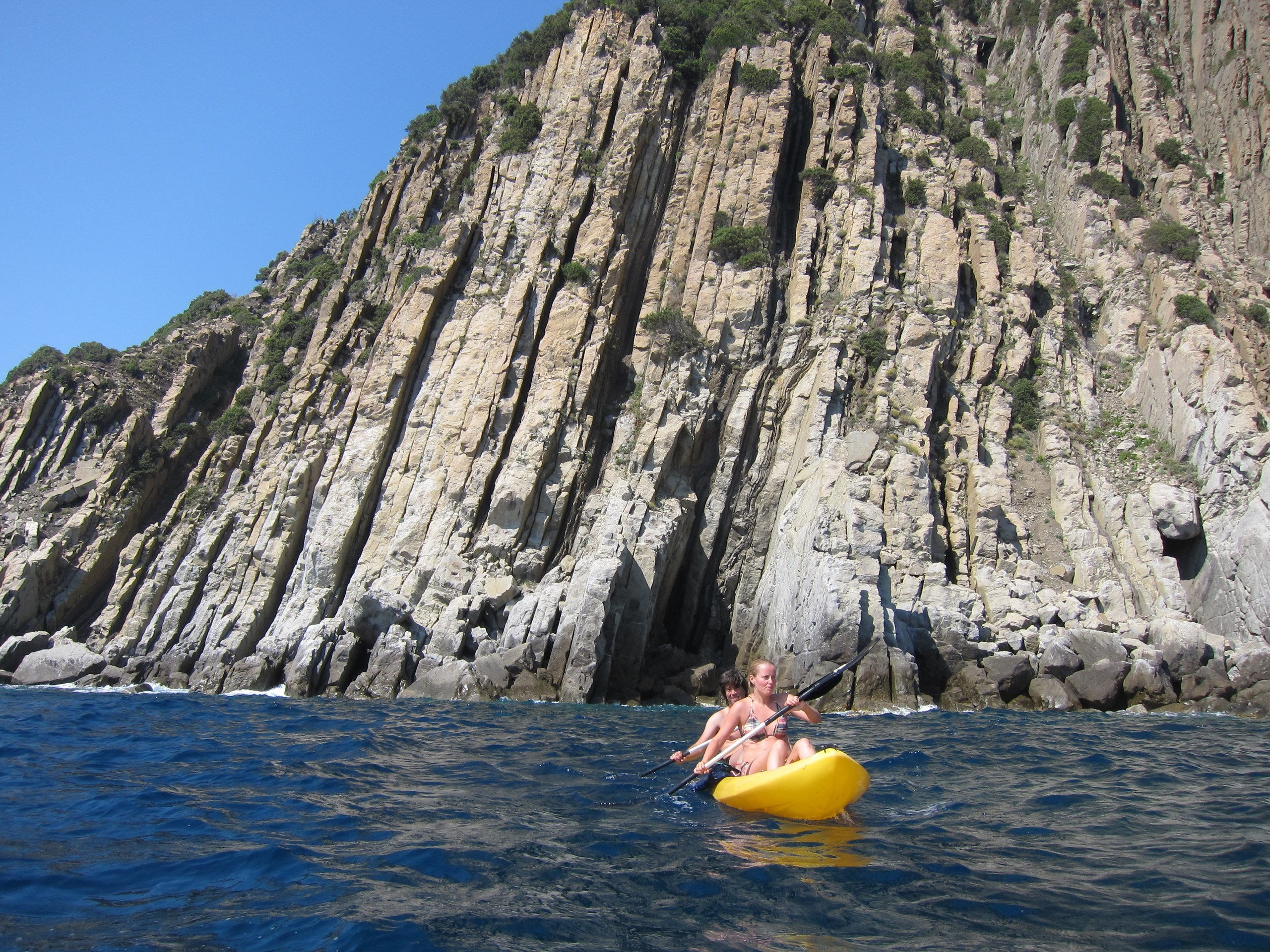
Заплыв на каяке вдоль мыса Пунта Монелья

В летний сезон есть возможность взять напрокат моторную лодку или небольшую яхту с парусом и отправиться в путешествие вдоль побережья. Также можно использовать каяк.
Огромное число размеченных природных троп на холмах и разнообразие маршрутов предоставляют прекрасные возможности для трекинга.
Богатый подводный мир Лигурийского моря вызывает интерес у любителей дайвинга и снорклинга. Вдоль скалистых берегов мысов Пунта Роспо и Пунта Монелья можно понаблюдать за стайками рыбок, осьминогами, морскими ежами и другими представителями флоры и фауны.
Агротуризм — ещё одно из развивающихся в Монелье направлений туризма. Туристам может быть предложено пожить на оливковой ферме.

### Сельское хозяйство
Основной сельскохозяйственной культурой, культивируемой в Монелье и её окрестностях, является оливковое дерево. На холмах между селениями Сан-Сатурнино и Лемельо выращивают виноград, из которого производится вино «Bianco di Moneglia».

## Инфраструктура и транспорт

### Автомобильные дороги

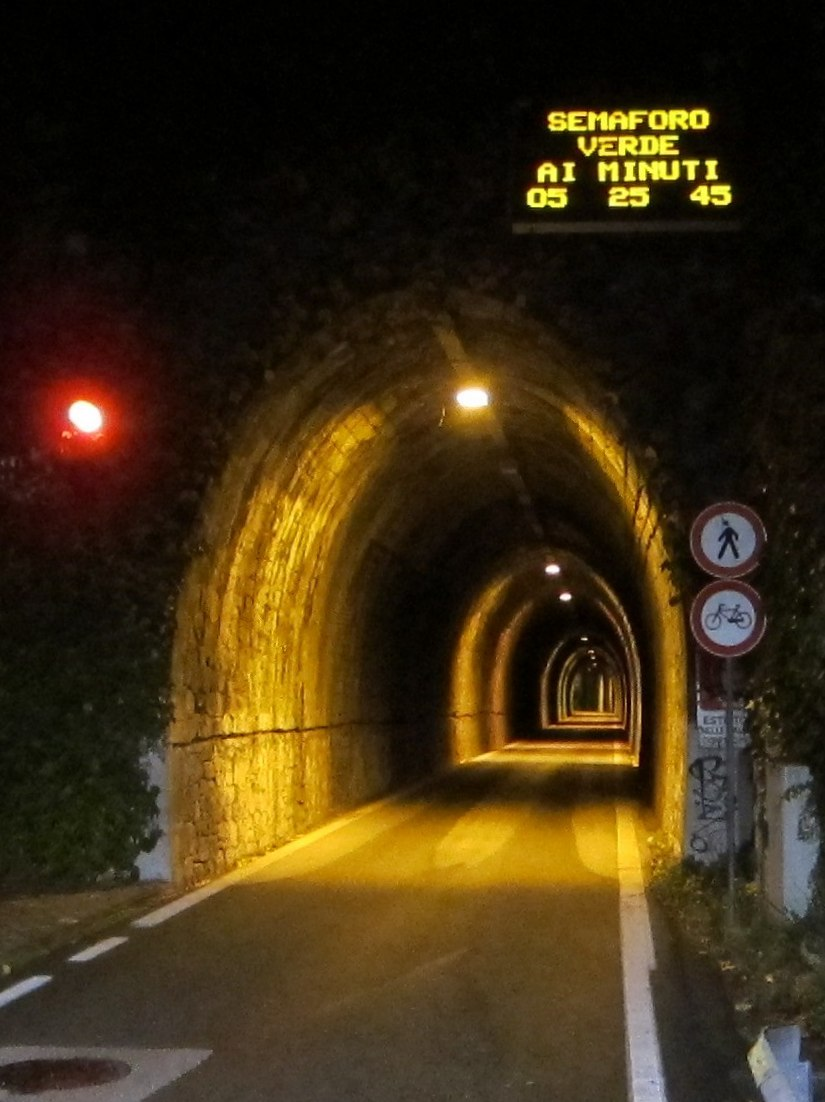
Старинный тоннель между Монельей и Рива Тригозо

Центр Монельи окружен двумя старинными вырезанными в скале тоннелями, через которые проходит прибрежная дорога, соединяющая Монелью с городом Сестри-Леванте (через город Рива Тригозо) на западе и с городом Дейва-Марина на востоке. Узость тоннеля не позволяет двум встречным автомобилям разъехаться, поэтому движение в каждую из сторон разрешается только по очереди и контролируется светофорами. До двадцатых годов XX века по тоннелям ходили поезда, а впоследствии железнодорожная линия была перенесена выше, в горы.
В силу конструкции и длины тоннелей (6 км и 3 км соответственно), через них запрещен транзит велосипедов, пешеходов и караванов. Ограничения скорости, действующие в тоннелях: максимальная допустимая скорость — 60 км/ч, минимальная разрешенная — 40 км/ч.
Расписание светофоров:
- Из Рива Тригозо в Монелью: зелёный свет загорается на 2 минуты каждые 15-ю, 35-ю и 55-ю минуты каждого часа.
- Из Монельи в Рива Тригозо: зелёный свет загорается на 2 минуты каждые 05-ю, 25-ю и 45-ю минуты каждого часа.
- Из Дейва-Марина в Монелью: зелёный свет загорается на 2 минуты каждые 00-ю, 10-ю, 20-ю, 30-ю, 40-ю, 50-ю минуты каждого часа.
- Из Монельи в Дейва-Марина: зелёный свет загорается на 2 минуты каждые 05-ю, 15-ю, 25-ю, 35-ю, 45-ю, 55-ю минуты каждого часа.

Прямого заезда из Монельи на автостраду А12 (Генуя—Рим), равно как и съезда с неё в Монелью, нет. Ближайший съезд на западе от Монельи находится в Сестри Леванте, на востоке — в Дейва-Марина. В обоих случаях, чтобы добраться до Монельи, придется проехать через тоннель.
В Монелье берут своё начало автомобильные дороги SP55 и SP68, которые, проходя по холмам, соединяются с Аврелиевой дорогой SS1 Via Aurelia.

### Железные дороги
Железнодорожная станция Moneglia находится на линии Генуя—Пиза и обслуживается оператором Trenitaliа. Вокзал располагается менее чем в километре от центра города.

### Водные маршруты
В летнее время года в заливе Тигуллио и окрестностях национального парка Чинкве-Терре курсируют туристические кораблики. По воде из Монельи можно добраться до Портофино, Сан-Фруттозо, Портовенере и пяти деревень Чинкве-Терре.

## Демография
Динамика населения:

## Администрация коммуны
- Официальный сайт: http://www.comune.moneglia.ge.it

### Город-побратим
- Энген, Германия